# Segmentation (biologie)
Pour les articles homonymes, voir Segmentation.
 (décembre 2013).
La forme ressemble trop à un extrait de cours et nécessite une réécriture afin de correspondre aux standards de Wikipédia.
 (décembre 2013).
La segmentation ou clivage est la division de la cellule-œuf puis de l'embryon, sans augmentation de leur volume. C'est la première phase de tout développement embryonnaire. L'œuf fécondé subit une segmentation en cellules non différenciées, qui peu à peu s'organisent. Cette segmentation peut diviser tout le germe embryonnaire (comme chez les mammifères) : division holoblastique ; ou seulement une partie (comme chez les amphibiens ou les oiseaux) : division méroblastique. La segmentation ne suit pas la phylogénie. Les cellules ainsi formées sont appelées blastomères. Ces cellules sont obtenues par des mitoses successives. Chez les insectes comme la Drosophile, ces mitoses aboutissent dans un premier temps à un syncytium contenant de multiples noyaux non séparés par des membranes plasmiques. Cette structure se cellularise par la suite.
De nos jours, le terme de clivage est de plus en plus employé pour ne pas confondre cette étape précoce du développement avec la segmentation synonyme de métamérisation (mise en place de la métamérie) qui a lieu chez les Annélides, les Arthropodes et les Chordés (au niveau des somites pour ces derniers).

## Histoire
La segmentation a été étudiée dans divers groupes d'animaux : 
- la grenouille par Prevost et Dumas en 1824 ;
- le triton par Rusconi en 1836 ;
- les vers plats par Siebold en 1837 ;
- les hydraires par Lovén en 1837 ;
- les  astéries et les nudibranches par Sars en 1837 ;
- les mammifères par Bischoff en 1838 ;
- les poissons par Vogt en 1842 ;
- les oiseaux par Bergmann en 1847.

Plus récemment :
- les tardigrades en 2017, comparés aux arthropodes et aux onychophores[2].

## Segmentation totale chez l'œuf holoblastique

### Définition
La segmentation totale concerne la totalité du volume de l'œuf. Elle démarre toujours d'une symétrie bilatérale embryonnaire selon l'axe pôle animal/pôle végétatif pas obligatoirement observable chez l'individu. Plusieurs types de segmentation sont observées dans ces œufs : radiaire, rotationnelle, bilatérale et spirale.

### La segmentation égale/subégale chez les œufs oligolécithes et alécithes
Le plus souvent, on retrouve une segmentation subégale qui concerne les œufs oligolécithes : oligo=peu ; lécithe=vitellus. Ces œufs sont pauvres en vitellus. Plus rarement, la segmentation est égale pour les œufs alécithes (a=privation) donc dépourvus de vitellus.
Cette segmentation se caractérise par des blastomères de taille équivalente aux deux pôles (pôle animal et pôle végétatif) et par l'apparition dès les premières divisions d'une cavité de segmentation appelée blastocèle. Les mammifères vivipares, par exemple l'Homme, suivent une segmentation égale. Les oursins illustrent la segmentation subégale.

### La segmentation inégale chez l’œuf hétérolécithe
On reconnaît une segmentation inégale par la taille des blastomères. Ils sont plus volumineux au pôle végétatif : ce sont des macromères. Au pôle animal, les blastomères sont plus petits : ce sont des micromères. À noter que le vitellus est plus abondant au pôle végétatif donc réparti de manière hétérogène et que la synthèse d'ARN messager est plus importante au pôle animal. La morula est un stade de division tardif du blastocèle. Les amphibiens, par exemple suivent cette segmentation.

## La segmentation partielle ou méroblastique
Du grec méros: partie.  Tout le zygote n'est pas concerné par la segmentation, seule une partie du cytoplasme sera clivée. Cela est dû à la présence d'une région fortement concentrée en réserves vitellines. Il existe deux grands types de segmentation partielles, la segmentation partielle discoïdale et superficielle. 

### La segmentation partielle discoïdale chez l’œuf télolécithe
Les œufs télolécithes (du Grec, télo :extrémité) ou mégalécithes (du Grec, méga : grand et lécithe : vitellus). Ce sont des œufs volumineux de l'ordre du centimètre, très chargés en vitellus. Le protoplasme (cytoplasme et noyau) est situé à la surface du pôle animal. Ce type de segmentation concerne les reptiles, les oiseaux, les céphalopodes, et quelques poissons (Téléostéens et Sélaciens). Cette segmentation est restreinte au disque germinatif, appelé aussi blastoderme. La division se déroule au pôle animal, c'est-à-dire la région où le vitellus est peu abondant. On observe alors l'apparition des nouveaux blastomères sur la partie antérieure de l’œuf fécondé. Ces divisions sont rapides, on l'estime à une quinzaine de minutes.

### La segmentation partielle superficielle chez l'œuf centrolécithe
Les œufs centrolécithes sont de l'ordre du millimètre, et chargés en vitellus situé en région centrale entourant un noyau. Le cytoplasme entoure le vitellus le long de la périphérie de l’œuf. Les divisions du cytoplasme étant limitées à la périphérie de l'embryon caractérisent une segmentation superficielle. L’œuf est qualifié d’œuf syncytium car tous les noyaux sont contenus dans un même cytoplasme, la seule membrane existante est celle de l’œuf lui-même. Cette segmentation concerne les œufs des Insectes, des Crustacés. Il y a tout d’abord une prolifération du noyau central donnant un amas. Chaque nouveau noyau va ensuite migrer sur la périphérie de l’œuf. Ainsi vont se former les cellules du blastoderme et quelques cellules polaires.

## Conclusion
Selon la règle de Balfour, la segmentation dépend de la quantité et de la répartition spatiale du vitellus au sein de l'œuf. Le vitellus constitue un frein à la mitose ce qui explique la différence de taille entre les blastomères : la division est plus rapide chez les micromères que chez les macromères. La segmentation est la première étape du développement embryonnaire et aboutit à la formation d'une blastula (exception pour les œufs centrolécithes donnant une périblastula) creusée d'une cavité choriale à l'origine des vaisseaux qui relieront l'embryon et le placenta.
Elle permet de passer d'une cellule-œuf à un organisme pluricellulaire et est suivie par une seconde étape : la gastrulation.
| SEGMENTATION                    |                                |                                                     |                        |
| TOTALE (œufs holoblastiques)    | Inégale (œufs hétérolécithes)  | Subégale (œufs oligolécithes)                       | Egale (œufs alécithes) |
| PARTIELLE (œufs méroblastiques) | Discoïdale (œufs télolécithes) | Périphérique ou superficielle (œufs centrolécithes) |                        |